# Feses
Feses – dźwięk, którego częstotliwość dla feses¹ wynosi około 311,2 Hz. Jest to obniżony za pomocą podwójnego bemola dźwięk f. Dźwięki enharmonicznie równoważne (o tej samej wysokości) to: dis i es.